# Église de la Mère-de-Dieu de Boranci
Pour les articles homonymes, voir Église de la Mère-de-Dieu.
L'église de la Mère-de-Dieu de Boranci (en serbe cyrillique : Црква Св. Богородице у Боранцима ; en serbe latin : Crkva Sv. Bogorodice u Borancima) est une église orthodoxe serbe qui se trouve à Boranci, dans la municipalité de Brus et dans le district de Rasina, en Serbie. Elle est inscrite sur la liste des monuments culturels protégés de la république de Serbie (identifiant no SK 958),.

## Présentation
L'église est située sur les pentes sud-est des monts Kopaonik, non loin de la route menant à Lukovska Banja ; elle est mentionnée pour la première fois en 1895.
De dimension modeste, elle se compose d'une nef unique prolongée par une abside demi-circulaire et précédée par un narthex ; le nef est divisée en deux travées et l'église est dotée d'une voûte en berceau. Le toit à pignon est recouvert de tuiles. La seule entrée, située à l'ouest, est surmontée de deux niches rectangulaires.
Aucun vestige de fresques n'a été conservé à l'intérieur.